# Vahagni
Vahagni (in armeno Վահագնի?) è un comune di 1 286 abitanti (2008) della Provincia di Lori in Armenia.